# ムジキウィス・D・サントス
ムジキウィス・D・サントス  （Mudjekeewis Dalisay Santos）は、フィリピンの水産学者。フィリピン農務省国立水産研究開発研究所 (NFRDI) 科学者IV 、フィリピン生化学・分子生物学協会会長、フィリピン国立科学技術アカデミー会員。

## 人物・経歴
フィリピン共和国バギオ生まれ。1992年フィリピン大学バギオ校卒業。国立水産研究開発研究所 (NFRDI) 主任水産養殖者を務め、2008年東京海洋大学大学院修了、博士（海洋科学）。青木宙教授の下で博士研究員を務め、2009年にフィリピンに帰国後、2010年に科学者I、2014年に科学者 II、2021年に科学者 IVが授与された。2018年フィリピン国立科学技術アカデミー会員。2022年フィリピン生化学・分子生物学協会会長。